# WISE 0855−0714
Coordenadas:  08h 55m 10.83s, −07° 14′ 42.5″

Sequência de fotos por espaço de tempo do movimento de WISE 0855−0714 no céu usando imagens capturadas dos telescópios WISE e Spitzer.

WISE 0855−0714 (designação completa WISE J085510.83−071442.5) é uma subanã marrom localizada a 2,23 ± 0,04 parsecs (7,27 ± 0,13 anos-luz) da Terra anunciada em abril de 2014 por Kevin Luhman usando dados do Wide-field Infrared Survey Explorer (WISE). A partir de 2014, WISE 0855−0714 tem o terceiro maior movimento próprio (8 118 ± 8  mas/ano) após a Estrela de Barnard (10 300  mas/ano) e a Estrela de Kapteyn (8 600 mas/ano). A partir de 2014 também tem a quarta maior paralaxe (449 ± 8 mas) de qualquer estrela conhecida ou anã marrom, o que significa que é o quarto sistema estelar mais próximo do Sol. É também o objeto mais frio do seu tipo encontrado no espaço interestelar, possuindo uma temperatura entre 225 a 260 K (−48 a −13 °C; −55 a 8 °F).